# Oberkollenbach
Oberkollenbach ist ein Wohnplatz der Gemeinde Kürten im Rheinisch-Bergischen Kreis.

## Beschreibung und Lage
Oberkollenbach liegt abseits überörtlicher Straßen im Südwesten der Gemeinde Kürten hinter dem Ortsteil Oberhausen. Es liegt am Rande des tief eingeschnittenen Tals des Kollenbachs. Ein Schulhaus wurde 1821 errichtet. Zwei Wegkreuze sind heute denkmalgeschützt.
Der Name kommt nach Interpretation des örtlichen Geschichtsvereins von kullen, kollen, kollern, koldern, dass sich auf die Geräusche des nahen Bachs beziehen. Mundartlich spricht man von Kolemich.

## Geschichte
Die Topographia Ducatus Montani des Erich Philipp Ploennies aus dem Jahre 1715, Blatt Amt Steinbach, belegt, dass der Ort, dort Kohlenbach genannt, bereits 1715 bestand und aus mehreren Höfen bestand. Aus der Charte des Herzogthums Berg 1789 von Carl Friedrich von Wiebeking geht hervor, dass Kollenbach zu dieser Zeit Teil Titularort der Honschaft Kollenbach im Kirchspiel Kürten war.
Der Ort ist auf der Topographischen Aufnahme der Rheinlande von 1824 als Ober Kohlenbach und auf der Preußischen Uraufnahme von 1840 als Collenbach verzeichnet. Ab der Preußischen Neuaufnahme von 1892 ist er auf Messtischblättern regelmäßig als Oberkollenbach verzeichnet.
Der 1845 laut der Uebersicht des Regierungs-Bezirks Cöln als Weiler mit Schule kategorisierte Ort besaß zu dieser Zeit 14 Wohnhäuser. Zu dieser Zeit lebten 106 Einwohner im Ort, davon alle katholischen Bekenntnisses. Im Gemeindelexikon für die Provinz Rheinland von 1888 werden 15 Wohnhäuser mit 105 Einwohnern angegeben.